# Драган Милић
Драган Милић (Лесковац, 12. август 1965) српски је кардиохирург, универзитетски професор и политичар. Од 2024. обавља функцију председника Покрета за децентрализацију Србије. Изабран је за одборника у Скупштини града Ниша на изборима 2024. након што је његова група грађана заузела друго место са око 25 одсто гласова.

## Биографија
Рођен је 12. августа 1965. у Лесковцу. Основну и средњу школу завршио је у Прокупљу као ученик генерације.
Медицински факултет у Нишу дипломирао је са просечном оценом 9,91. Има укупно завршене 3 специјализације и то из: опште хирургије, васкуларне хирургије и кардиохирургије и има звања општег хирурга, васкуларног хирурга и кардиохирурга. Општу хирургију завршио је у Нишу а васкуларну хирургију и кардиохирургију на медицинском факултету у Београду.
Магистрирао је 2001. године а докторирао 2005. на медицинском факултету у Нишу. Изабран је у звање ванредног професора на медицинском факултету у Нишу 2019. године.
Проф Др Драган Милић налази се у радном односу у КЦ Ниш од 1998. године. Од 2001. ради на одељењу васкуларне хирургије Клинике за општу хирургију КЦ Ниш у звању општи хирург. Након завршетка субспецијализације из васкуларне хирургије распоређен је на место лекара субспецијалисте васкуларне хирургије у Клиници за општу хирургију КЦ Ниш. Након формирања Клинике за васкуларну хирургију бива постављен на место начелника одељења за флебологију а потом и на место помоћника директора Клинике за васкуларну хирургију КЦ Ниш 2008. и 2010.
Након отварања Клинике за кардиоваскуларну и трансплантациону хирургију КЦ Ниш 24. новембра 2014. бива постављен за њеног првог директора. Након реструктурирања КЦ Ниш и формирања Клинике за кардиохирургију КЦ Ниш бива постављен за њеног првог директора 1. јула 2017.
Проф Др Драган Милић имао је многобројна стручна и научна усавршавања у иностранству и то у САД и Енглеској.
Под његовим руководством, клиника је уклонила листе чекања за операције.
У звање ванредног професора на Медицинском факултету у Нишу постављен је 2019. године, али је отпуштен у мају 2024. године.
Милић је члан разних међународних удружења. Председник је Клуба српско-америчког пријатељства од његовог оснивања 2014. године и председник Друштва српско-израелског пријатељства од његовог оснивања 2021. године.

### Политичка каријера
Милић је у марту 2024. основао своју групу грађана и касније најавио учешће на локалним изборима 2024. у Нишу. Његова листа је заузела друго место са око 25% гласова, одмах иза владајуће Српске напредне странке (СНС). Милић је прогласио победу опозиције и најавио да ће опозиција формирати нову локалну власт. Опозициони лидери из Ниша оптужили су СНС за изборну превару и манипулацију резултатима.
Милић се залаже за децентрализацију и ближе односе Србије и САД.